# Bryum subapiculatum
Bryum subapiculatum ist ein selten fruchtendes, konkurrenzschwaches Pioniermoos, das sich hauptsächlich vegetativ durch rhizoidbürtige Brutkörper (Rhizoidgemmen) vermehrt. Es gehört zu der Moosgruppe Bryum atrovirens agg.

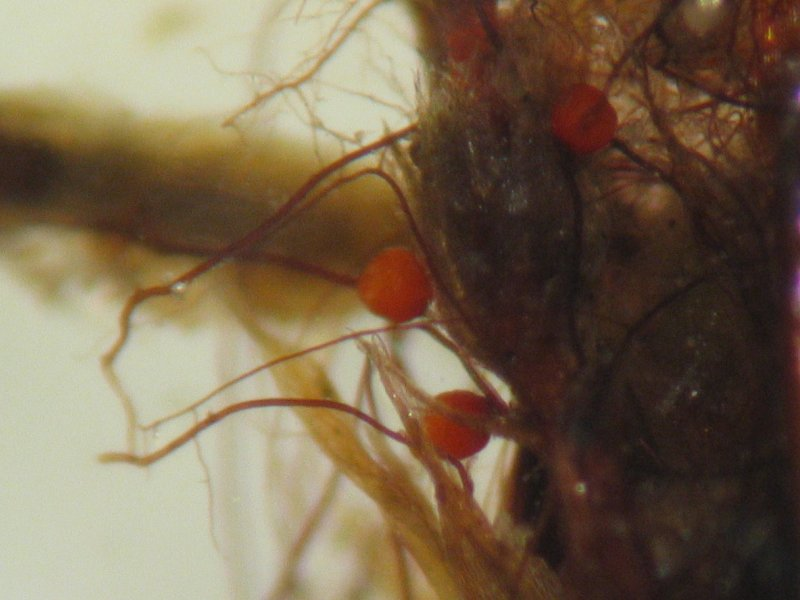
Rhizoidgemmen sind rhizoidbürtige Brutkörper

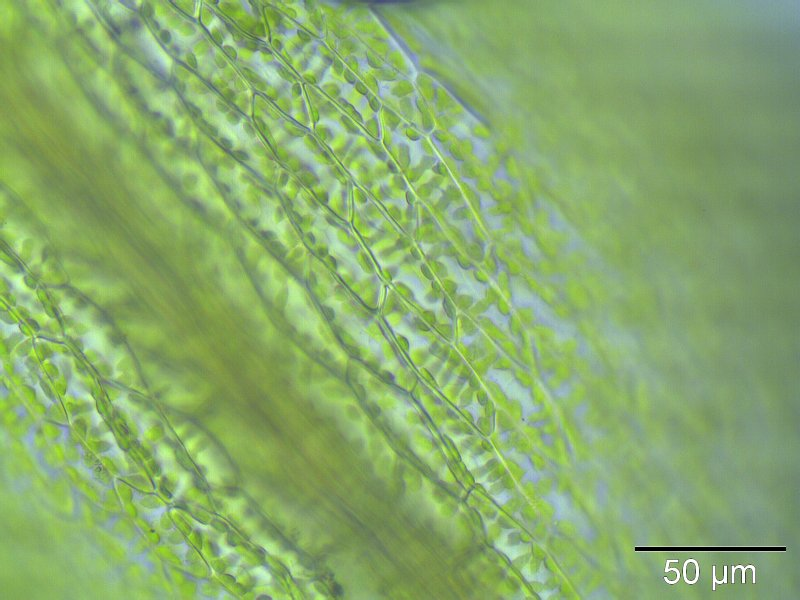
Verlängert sechseckige Laminazellen bei 400-facher Vergrößerung

## Merkmale
Das diözische Laubmoos bildet 0,5 bis 1 cm große Pflänzchen und wächst lockerrasig in kleinen Herden. Meist ist es mit nur wenigen Pflänzchen zwischen anderen Moosen eingesprengt zu finden. Die lanzettlich geformten Blätter sind ungesäumt und weisen eine rötliche Blattbasis auf. Sie sind im Gegensatz zum nahe verwandten Bryum capillare allmählich zugespitzt. Die rötlich gefärbte Blattrippe tritt kurz aus dem Blatt aus. Die Laminazellen in der Mitte des Blattes sind sechseckig und etwa 10 bis 16 µm breit. Die Laminazellen an der Blattbasis sind rechteckig geformt. Das Moos weist bräunlich gefärbte Rhizoide auf, an denen häufig rotbraune, rhizoidbürtige Brutkörper (Rhizoidgemmen) vorkommen, die um 150 µm groß werden.

## Vorkommen
Bryum subapiculatum bevorzugt kalkfreie, basenreiche oder schwach saure, lehmig-tonige bis sandige, manchmal humushaltige, trockene bis feuchte Böden. Es besiedelt Stoppelfelder, Bodenaufwürfe, überwachsene Steine, Ackerbrachen und andere ruderale, vielfach gestörte Standorte. Sein Vorkommen ist im Wesentlichen auf die nördlichen Teile Mitteleuropas beschränkt. Es kommt hauptsächlich in Deutschland, Frankreich, auf Island, den Britischen Inseln und in Skandinavien vor. Im Mittelmeergebiet ist es nur noch selten anzutreffen. Es dringt bis in die westlichsten Teile Russlands vor. Einzelne Vertreter wurden auch in Neuseeland und Nordamerika gefunden.